# Racisme in Afrika
Racisme in Afrika geeft een beeld van racisme in verschillende landen in Afrika.

## Zuid-Afrika
De rassenscheiding die in Zuid-Afrika reeds bestond, werd na de Tweede Wereldoorlog geïnstitutionaliseerd in de vorm van apartheid. De bevolking van Zuid-Afrika werd in vier hoofdgroepen ingedeeld die ieder hun eigen woongebieden, thuislanden, kregen. De zwarte meerderheid van de bevolking had geen stemrecht. De apartheidspolitiek werd in 1990 officieel opgeheven en in 1994 werd Nelson Mandela de eerste zwarte president van Zuid-Afrika. Anderzijds bestaat er ook bij radicalen anti-blank racisme, zoals in de Schiet de Boer-controverse rond Julius Malema. Ook de zogenaamde Plaasmoorde worden vaak gezien als een uiting van anti-blank geweld.

## Namibië
In Namibië voerde de Duitse kolonisator tussen 1904 en 1907 een beleid van volkerenmoord tegen de Herero- en de Nama-volkeren. Namibië stond vanaf 1915 onder Zuid-Afrikaans bewind. Ook hier gold de apartheidspolitiek.

## Rhodesië en Zimbabwe
Tussen 1965 en 1979 had Rhodesië een blank minderheidsbewind onder Ian Smith. De zwarte meerderheid was niet in de regering vertegenwoordigd. Enkel hadden zwarte stamhoofden zetels in de senaat en bestond er een vorm van censuskiesrecht gebaseerd op inkomsten wat in de praktijk leidde tot een minieme mogelijkheid van stemmen door niet-blanken. In 1980 kwam de zwarte Robert Mugabe in Zimbabwe aan het bewind. Aanvankelijk waren de blanken nog betrokken in het bestuur van Zimbabwe, maar na 2000 werd de grond van blanke boeren echter op grote schaal onteigend.

## Nigeria / Biafra
Tijdens de Biafra-oorlog richtten leden van de Haussa-stam zich tegen de Igbo. Hierbij kwamen honderdduizenden Igbo om het leven.

## Oeganda
In 1972 werd de Indiase bevolking door Idi Amin uit Oeganda verdreven.

## Rwanda en Burundi
In de jaren 1990 vond de Rwandese Genocide plaats waarin de Hutu's de Tutsi's naar het leven stonden.

## Soedan
In 2003 brak het conflict in Darfoer uit, waarbij Arabische volken zich richtten tegen de zwarte Afrikanen.

## Tanzania
Het Tanzaniaanse eiland Zanzibar was eeuwenlang het centrum van de Arabische slavenhandel, voornamelijk tussen 1500 en 1900. Het grootste deel van die handel betrof zwarte Afrikanen met een Bantoe achtergrond. Schattingen van het aantal verhandelde slaven lopen in de miljoenen.